# Pianeta senza scampo
Pianeta senza scampo (The Longest Way Home) è un romanzo di fantascienza dello scrittore statunitense Robert Silverberg, edito nel 2002.
È stato edito per la prima volta in italiano nel 2004, tradotto da Fabio Feminò, nella collana Urania di Mondadori.

## Ambientazione
Il romanzo è ambientato su un mondo alieno, indicato come Patria, che è stato colonizzato dagli uomini in due fasi distinte. Nel corso della prima ondata, il Popolo è giunto su Patria e vi ha stabilito una florida comunità agricola rispettosa degli abitanti autoctoni del pianeta - una serie di specie intelligenti, tra le quali i più civilizzati sono i cosiddetti Indigeni, urbanizzati ed interconnessi attraverso un proprio sistema di commercio. Nel corso della seconda fase, i Padroni - un secondo gruppo umano - sono giunti sul pianeta, hanno soggiogato il Popolo nella Conquista ed imposto un regime feudale, occupandone i vertici.
Da allora, le quasi totalità delle comunità umane su Patria sono organizzate attorno ai centri di potere dei Padroni, le Grandi Case; da esse, ciascun Padrone amministra la propria provincia, controllando gli appartenenti al Popolo che la abitano in un regime di servitù della gleba.
Le terre emerse di Patria sono costituite da due vasti continenti collegati da un istmo: Manza a settentrione e Helikis a meridione.

## Trama
La rivolta del Popolo di Manza contro i propri Padroni costituisce la sottotrama del romanzo, nel quale viene descritta "la più lunga strada verso casa" (The Longest Way Home è il titolo del romanzo in inglese) di Joseph, il primogenito quindicenne della Casa Keilloran di Helikis. Joseph viene colto dalla ribellione mentre è ospite di un'altra Grande Casa, i Getfen, nella parte settentrionale di Manza. Tratto in salvo nella fase più cruenta da Thustin, una domestica, è costretto ad allontanarsi dagli uomini per non essere ucciso.
Fuggito tra i boschi, Joseph riceve prima l'aiuto di un noctambulo (un animale con un'intelligenza elementare, in grado però di comprendere il linguaggio) che lo sfama e lo guida verso un centro abitato degli Indigeni. Accolto tra questi, Joseph ne guadagna il rispetto eseguendo alcune medicazioni. Poiché gli Indigeni non praticano la medicina, se non adottando alcuni rimedi erboristici, l'Ardardin (il capo locale) gli suggerisce di guadagnarsi il trasporto verso sud prestando cure mediche di villaggio in villaggio. Joseph accetta convinto di aver trovato finalmente una buona soluzione per percorrere le migliaia di chilometri che lo separano dal continente meridionale, finché non scopre che ad ogni passaggio è venduto da un villaggio al successivo. Inoltre, quanto più aumenta il numero delle transazioni, quanto meno gli Indigeni sono disposti a considerarlo come un loro pari. Ad ogni modo, Joseph raggiunge in questo modo la regione centrale di Manza, occupata da una catena montuosa che attraversa da Est ad Ovest il continente. Qui, però, si vede giungere ad un punto morto, con numerosi passaggi che avvengono tra comunità inerpicate sui monti, in direzioni dunque che non gli permettono di avvicinarsi alla sua meta. Decide quindi di fuggire, scendendo verso una vallata occidentale. Avendo con sé poco cibo, raggiunge allo stremo delle forze un'area abitata, che scopre essere la città libera di Eysar Haven, scampata secoli prima - per scarso interesse economico - alla Conquista.
Ad Eysar Haven è accolto da una famiglia di contadini (appartenenti quindi al Popolo), nonostante il suo aspetto lo tradisca come Padrone. Fra tutti, però, la prima ad avere conferma di tale sospetto è Thayle, la figlia della coppia che lo ospita. I due ragazzi si invaghiscono l'uno dell'altra e la relazione porta Joseph a porre in discussione tutto il sistema di valori sul quale si basa la società da cui proviene. Tuttavia, neanche Eysar Haven è un posto sicuro per lui e Thayle lo aiuta a fuggire. Dopo aver attraversato un'altra zona disabitata e selvaggia, Joseph viene catturato e imprigionato dai ribelli, che ormai controllano quasi tutto il continente settentrionale e lo credono una spia. Quando però questi infine scoprono la sua identità, decidono di riconsegnarlo ai Padroni di Helikis, per mantenere la pace tra le due comunità.
Joseph riesce così a tornare a casa dopo un anno e mezzo, ma trova una realtà mutata ad attenderlo ed anche lui è stato cambiato dal lungo viaggio.

## Edizioni
- (EN) Robert Silverberg, The Longest Way Home, Gollancz / Orion, 2002.
- Robert Silverberg, Pianeta senza scampo, traduzione di Fabio Feminò, Urania n° 1493, Milano, Arnoldo Mondadori Editore, 2004.
- Robert Silverberg, Pianeta senza scampo, traduzione di Fabio Feminò, Urania n° 1637, Milano, Arnoldo Mondadori Editore, 2016.